# هارييت مان ميلر
هارييت مان ميلر (بالإنجليزية: Harriet Mann Miller)‏ هي عالمة طيور وكاتبة للأطفال وكاتِبة أمريكية، ولدت في 25 يونيو 1831 في أوبورن في الولايات المتحدة، وتوفيت في 25 ديسمبر 1918 في لوس أنجلوس في الولايات المتحدة.

## وصلات خارجية
- هارييت مان ميلر على موقع الموسوعة البريطانية (الإنجليزية)